# Евроком Царевец
Евроком Царевец е регионален телевизионен канал за територията на област Велико Търново, основан през 1998 г. Телевизията излъчва актуални новини от страната и региона, публицистични и информационни предавания, спорт, телевизионни сериали, игрални филми и музика. Телевизията е основана около година след основаването на телевизия Евроком. Централата на телевизията във Велико Търново, се намира на третия етаж в административна сграда до тази на общината. 

## Предавания
Предавания на Евроком Царевец:
- Метроном – новинарска емисия
- Прозорец към деня – сутрешен блок
- Царевец прес
- Вчера, днес, утре